# 이글레시아스 (부르고스도)

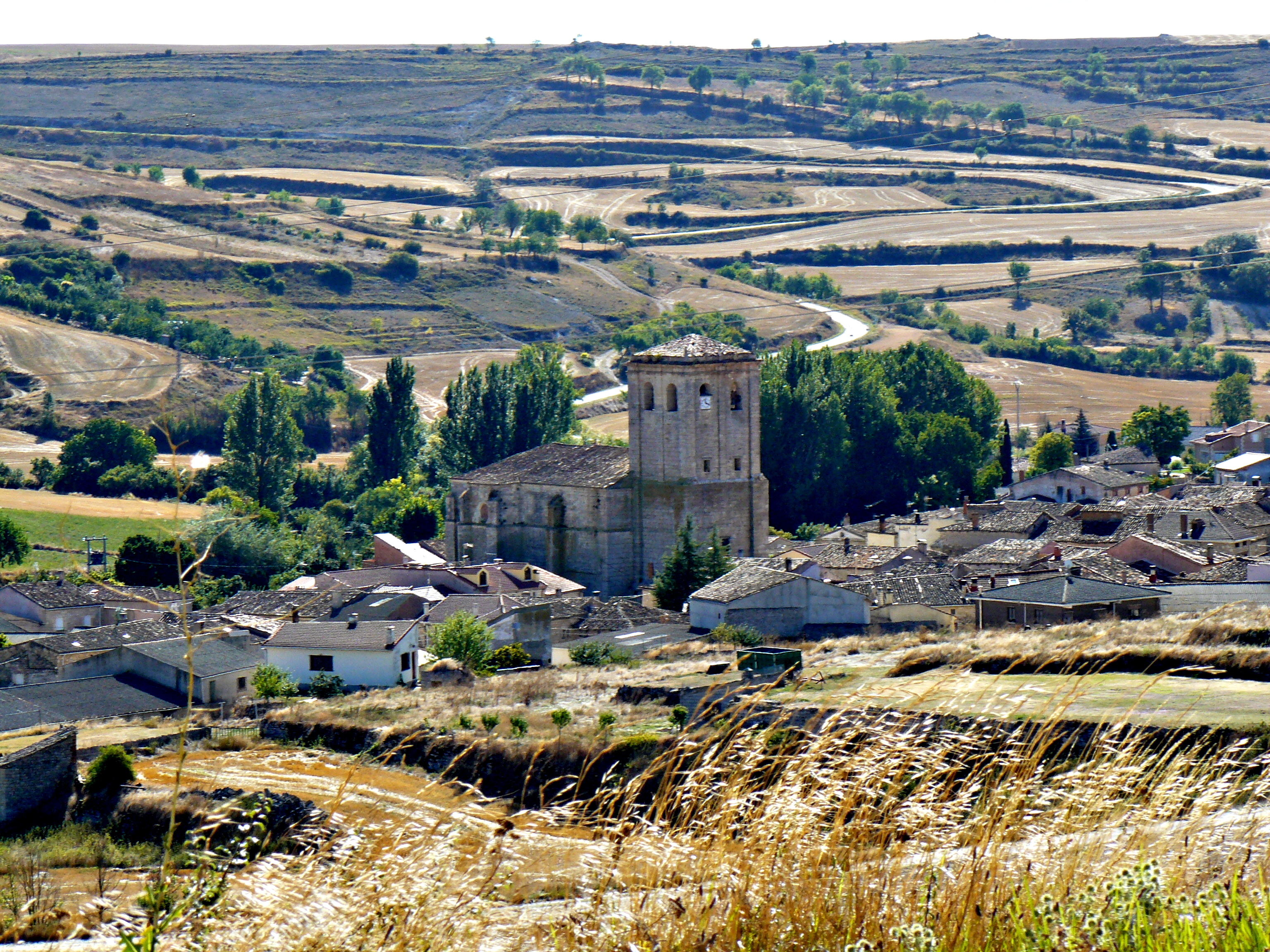

이글레시아스(Iglesias)는 스페인 부르고스 주에 위치한 지방 자치체로, 인구는 149명이다.